# Melpómene

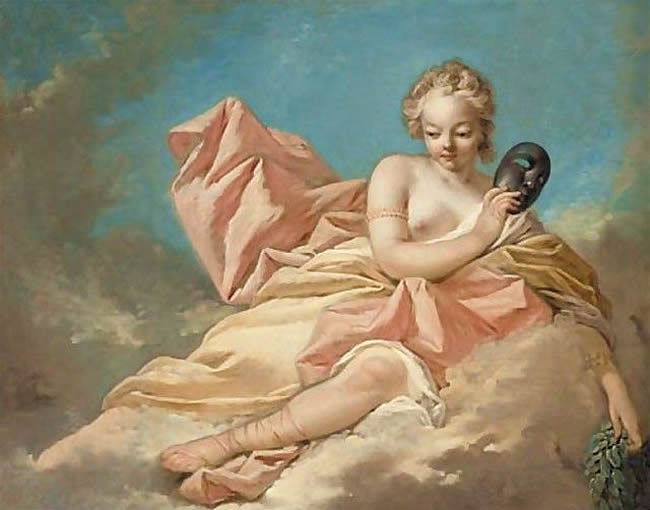
La Musa Melpómene, por Nicolas-René Jollain.

En la mitología griega, Melpómene (en griego Μελπομένη «La que canta») es la musa de la tragedia. Melpómene embellece el placer de lo acústico eliminando su atractivo irracional. Es la inventora del bárbito, de la oda o poesía lírica, de la épica y de la tragedia. Inicialmente era la musa del canto de la armonía musical, pero pasó a ser la musa de la tragedia como es actualmente reconocida. A Melpómene se la describe cantando canciones de luto por la muerte de personas importantes, sobre todo poetas.
Melpómene es hija de Zeus y Mnemósine. Asociada a Dioniso, inspira la tragedia, se la representa ricamente vestida, grave el continente y severa la mirada, generalmente lleva en la mano una máscara trágica como su principal atributo, en otras ocasiones empuña un cetro o una corona de pámpanos, o bien un puñal ensangrentado. Va coronada con una diadema y está calzada de coturnos. También se la representa apoyada sobre una maza para indicar que la tragedia es un arte muy difícil que exige un genio privilegiado y una imaginación vigorosa.
Se dice que Apolo fue padre, con una de las «madres celestes (las musas)», de Lino («canto de lamento»), Himeneo («canto nupcial») y Yálemo («canción de suma tristeza»); cada uno fue hijo de una musa diferente pero sus identidades no se han conservado. Después de haber estado con Circe, [Odiseo,] encaminado por ella se hizo a la mar y costeó la isla de las sirenas. Éstas eran Pisínoe, Agláope y Telxiepía, hijas de Aqueloo y Melpómene. Una tocaba la lira, otra cantaba y la tercera tocaba la flauta, y así persuadían a los navegantes a quedarse. Tenían forma de pájaro desde los muslos.